# Florianów (województwo śląskie)
Florianów – wieś w Polsce położona w województwie śląskim, w powiecie kłobuckim, w gminie Popów.
| SIMC    | Nazwa       | Rodzaj    |
| ------- | ----------- | --------- |
| 0142728 | Dołek       | część wsi |
| 0142734 | Pod Lasem   | część wsi |
| 0142740 | Pod Traktem | część wsi |

W latach 1975–1998 miejscowość należała administracyjnie do województwa częstochowskiego.